# Restio secundus
Restio secundus là một loài thực vật có hoa trong họ Restionaceae. Loài này được (Pillans) H.P.Linder miêu tả khoa học đầu tiên năm 1985.